# Liste des évêques de Lugazi
Liste des évêques de Lugazi
(Dioecesis Lugasiensis)
L'évêché de Lugazi, en Ouganda, est créé le 30 novembre 1996, par détachement de l'archevêché de Kampala.

## Sont évêques
- depuis le 30 novembre 1996 : Matthias Ssekamaanya.

## Sources
- L'ANNUAIRE PONTIFICAL, sur le site http://www.catholic-hierarchy.org, à la page